# نزدک ویلنیوس
نزدک ویلنیوس (انگلیسی: Nasdaq Vilnius) بازار بورس اوراق بهادار لیتوانی است، که در سال ۱۹۹۳ تأسیس شد.